# Sylvain Rifflet

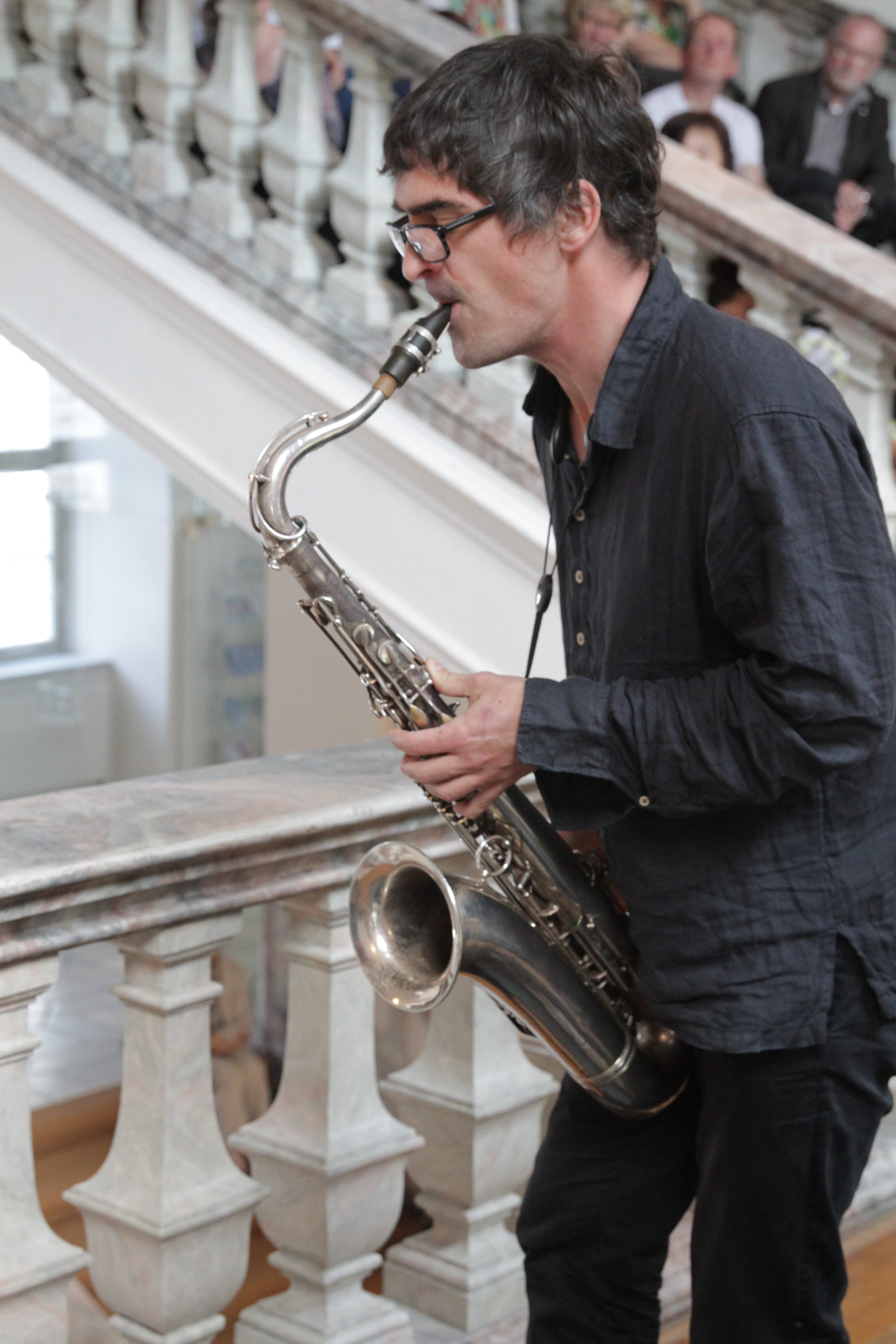
Sylvain Rifflet beim Tonspuren Irsee 2014

Sylvain Rifflet (* 1976) ist ein französischer Jazzmusiker (Saxophone, Flöte, Klarinette, auch Dudelsack) und Filmkomponist.

## Leben und Wirken
Rifflet studierte bis zum Diplom am Conservatoire National de Musique de Paris; 2002 erhielt er im Absolventenwettbewerb des Konservatoriums den ersten Preis im Bereich Jazz. Er war Mitglied in den Formationen Mégaoctet von Andy Emler, Sacre du Tympan von Fred Pallem, Gros Cube von Alban Darche und war Mitbegründer der Formation Rigolus. Gemeinsam mit der Trompeterin Airelle Besson gründete er die Band Rockingchair, die 2007 ihr erstes Album vorlegte. 2008 komponierte er die Filmmusik zu Dernier Maquis (Aufstand, Regie: Rabah Ameur-Zaïmeche), für die er den Preis für die beste Filmmusik beim Dubai International Film Festival erhielt. Des Weiteren schrieb er die Musik für den Dokumentarfilm Sin maïs no hay pa ïs von Arthur Rifflet und Jonathan Cadiot.
Ab 2009 trat er im Rahmen der Festivals Banlieues Bleues und Adiam du Val d'Oise in verschiedenen Projekten auf. 2010 war er Artist in Residence beim Festival Jazz au fil de l'Oise, für das er das Bandprojekt Beaux-Arts realisierte. Dann war Rifflet mit dem Projet Alphabet aktiv.
Weiterhin arbeitete er im Laufe seiner bisherigen Karriere u. a. mit Riccardo Del Fra, Michel Portal, Aldo Romano, Kenny Wheeler, Didier Levallet, Joey Baron, Hermeto Pascoal, François Jeanneau und Henning Sieverts (Double Quartet).

## Preise und Auszeichnungen
2003 wurde das Quintett Rockingchair auf dem La Défense Jazz Festival ausgezeichnet, sowohl mit dem Kompositions- als auch mit dem Solisten-Preis. Das gleichnamige erste Album der Band wurde von der französischen Fachpresse vielfach ausgezeichnet. 2008 erhielt er gemeinsam mit seiner Ko-Leaderin Airelle Besson den Django d’Or in der Kategorie Neues musikalisches Talent.  Auch das zweite Album des Quintetts 1:1 erhielt ähnlich gute Kritiken. Wie 2007 erhielten sie auch 2010 den Choc JazzMan für das beste Jazzalbum.

## Diskographische Hinweise
- Riccardo del Fra Jazoo Project: Roses and Roots (Nocturne, 2004), mit Joey Baron
- Sylvain Rifflet & Airelle Besson: Rockingchair (Chief Inspector, 2007), mit Joce Mienniel
- Rockingchair: 1:1 (Enja/Yellowbird, 2010), mit Airelle Besson, Julien Omé, Guido Zorn, Nicolas Larmignat, Gilles Olivesi
- Polar Mood (Yolk, 2008)
- Beaux-Arts (Sansbruit, 2012), mit Gilles Coronado, Christophe Lavergne, Frédéric Norel, Clément Janinet, Benachir Boukhatem, Olivier Koundouno
- Alphabet (2012), mit Joce Mienniel, Benjamin Flament, Phil Gordiani
- Mechanics (2016)  Victoire du Jazz 2016
- Refocus (2017), mit Orchestre Appassionato, Simon Tailleu, Jeff Ballard (Arrangements: Fred Pallem)[4]
- Troubadours (2019)
- Sylvain Rifflet & Jim Black & Sébastien Boisseau & Jon Irabagon: Rebellion(s) (BMC 2020)
- François Ripoche, Alban Darche, Sylvain Rifflet, Matthieu Donarier: Xmas saX (2023)